# Gasterocome sinicaria
Gasterocome sinicaria är en fjärilsart som beskrevs av John Henry Leech 1897. Gasterocome sinicaria ingår i släktet Gasterocome och familjen mätare. Inga underarter finns listade i Catalogue of Life.